# Morciano di Romagna
Morciano di Romagna é uma comuna italiana da região da Emília-Romanha, província de Rimini, com cerca de 5.988 habitantes. Estende-se por uma área de 5 km², tendo uma densidade populacional de 1198 hab/km². Faz fronteira com Montefiore Conca, Saludecio, San Clemente, San Giovanni in Marignano.

## Demografia
| Variação demográfica do município entre 1861 e 2011                               |
|                                                                                   |
| Fonte: Istituto Nazionale di Statistica (ISTAT) - Elaboração gráfica da Wikipedia |